# Heliconius wallacei
Heliconius wallacei är en fjärilsart som beskrevs av Tryon Reakirt 1866. Heliconius wallacei ingår i släktet Heliconius och familjen praktfjärilar. Inga underarter finns listade i Catalogue of Life.

## Bildgalleri

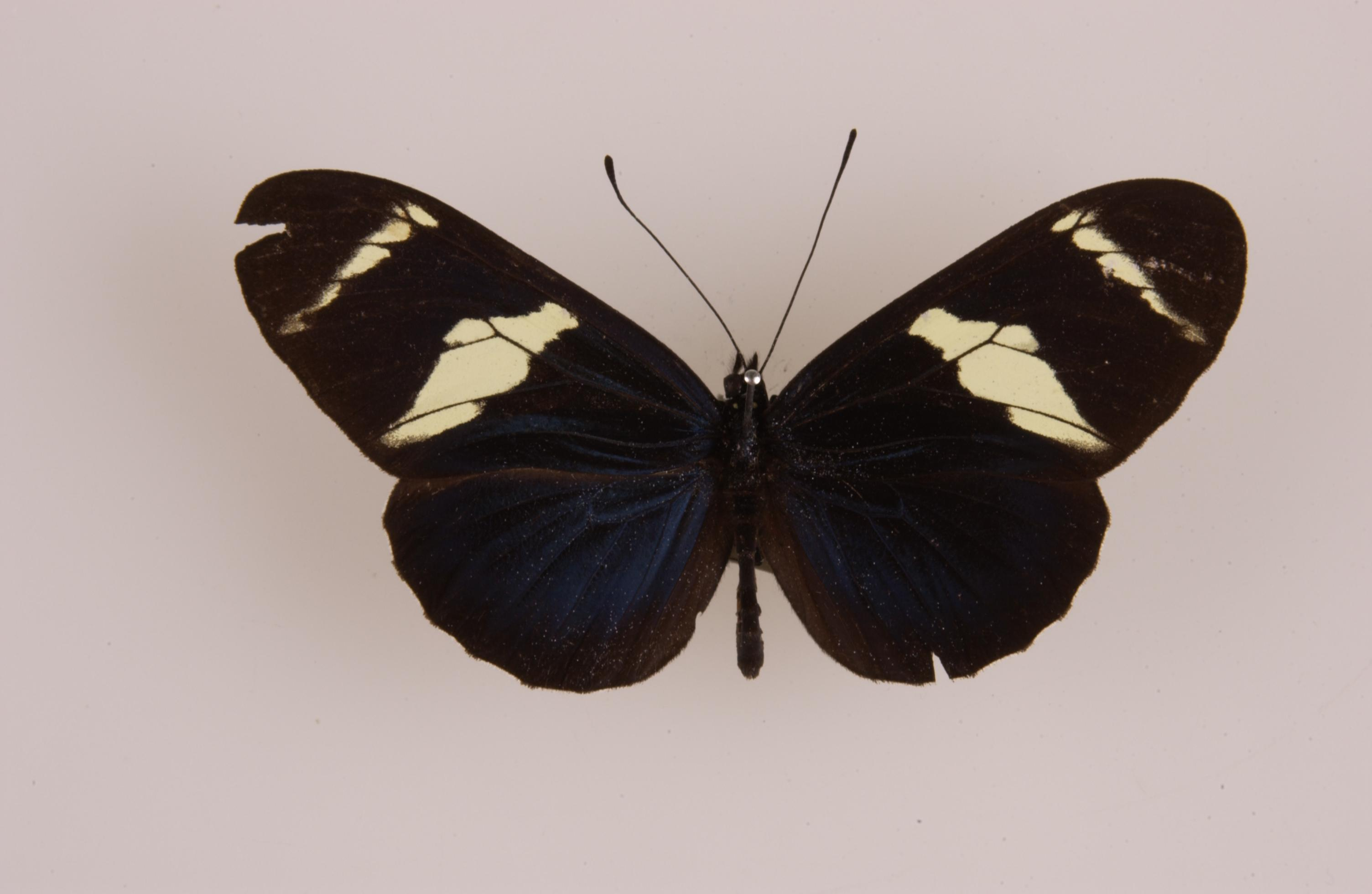
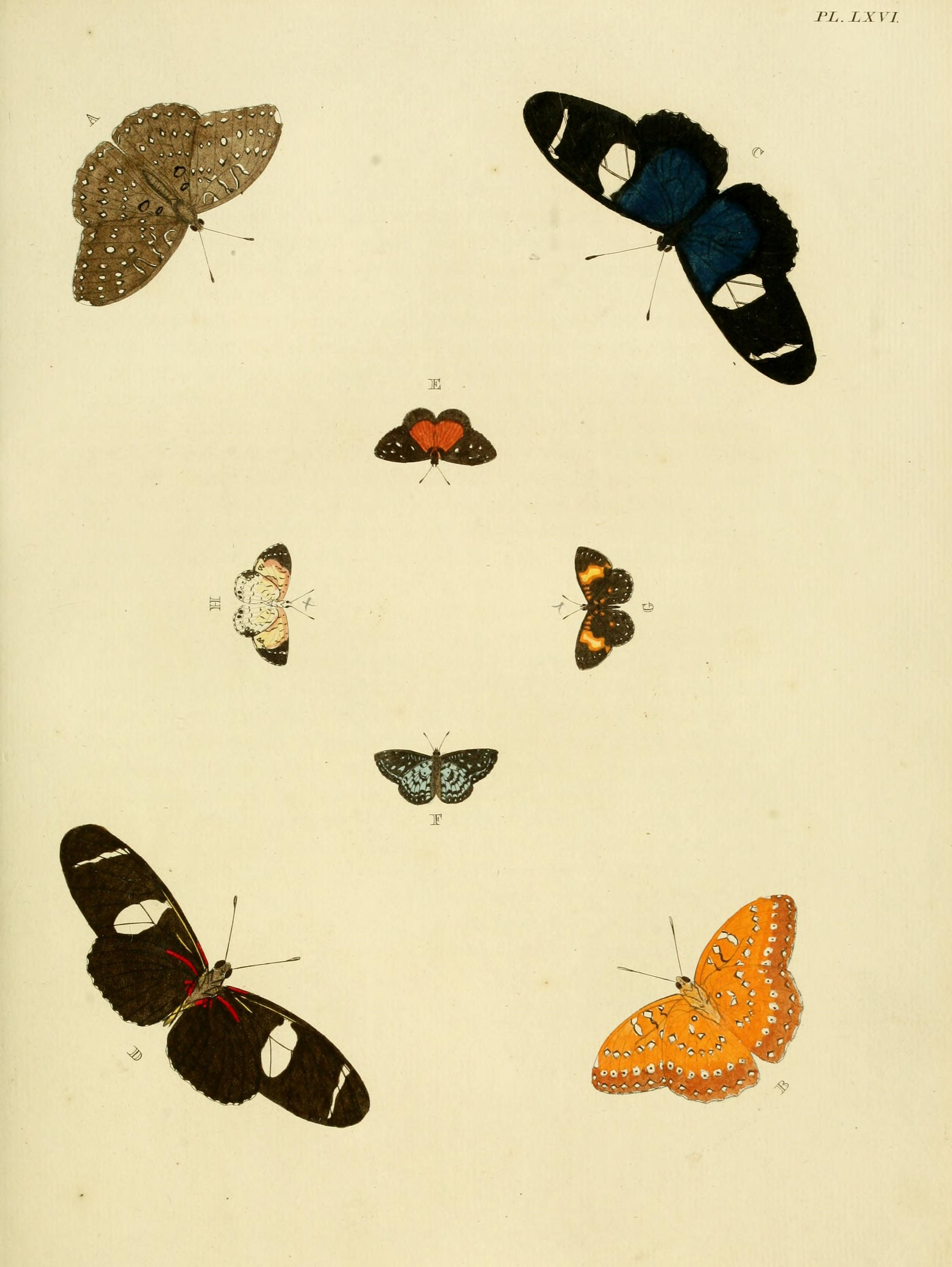
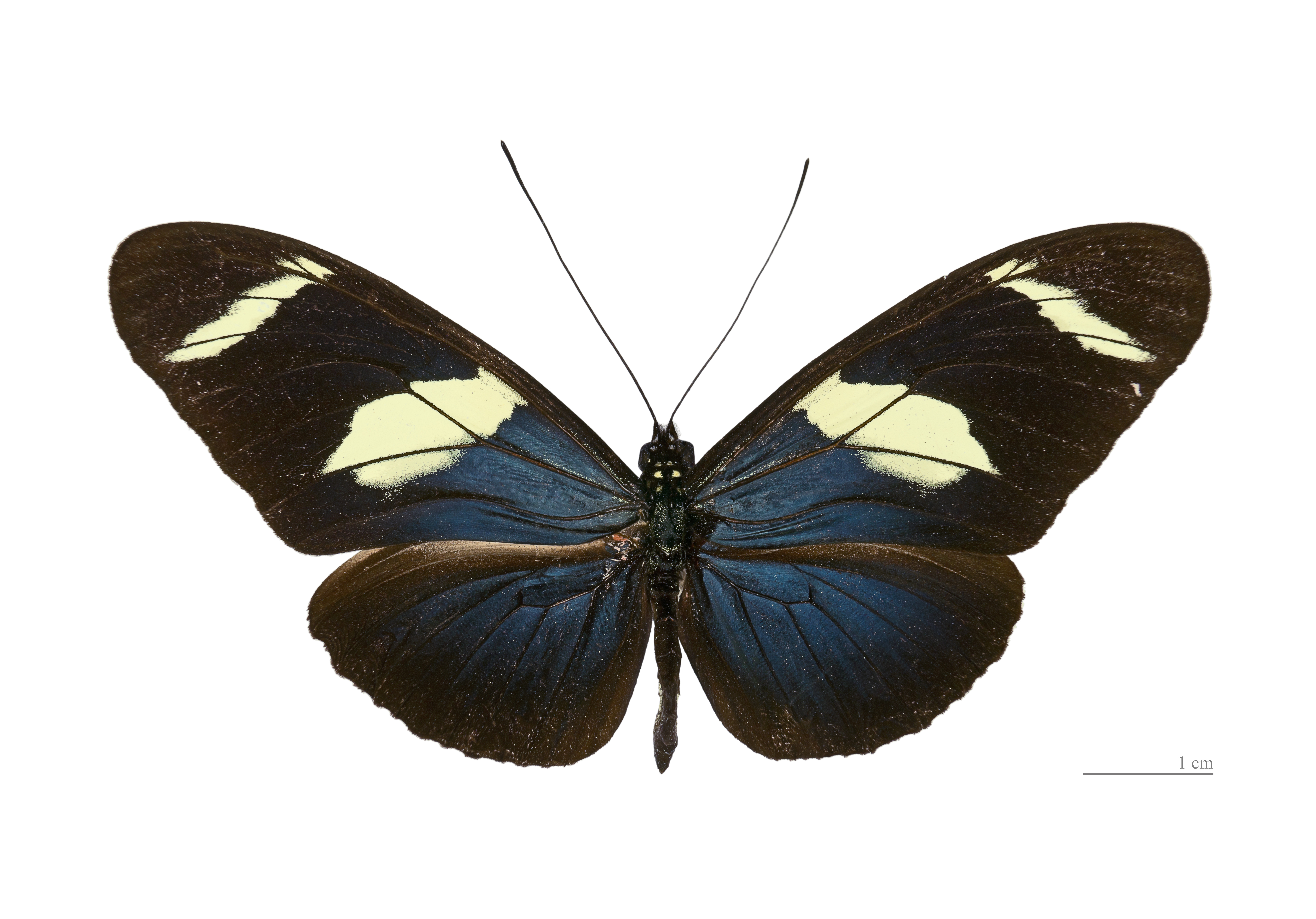
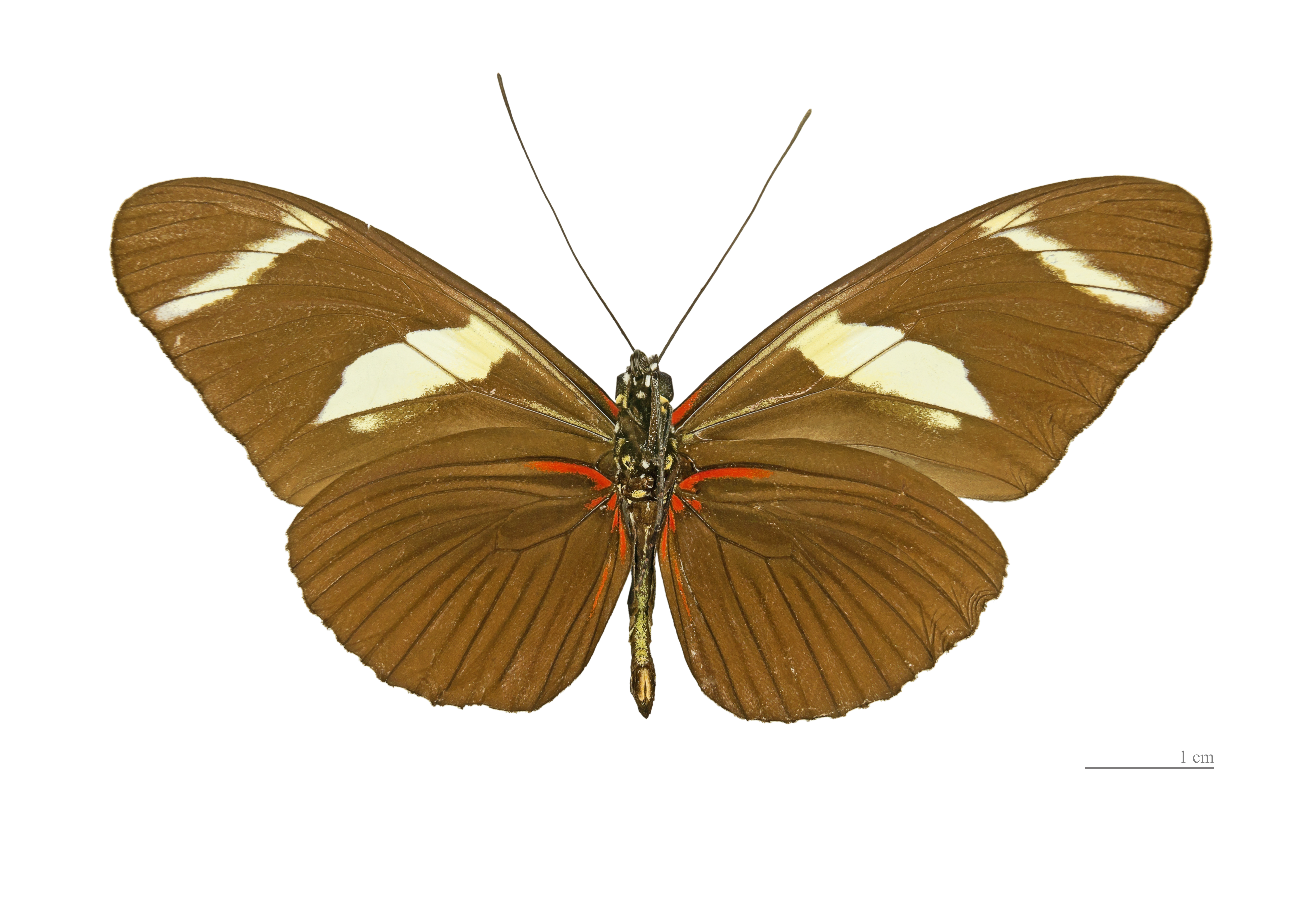
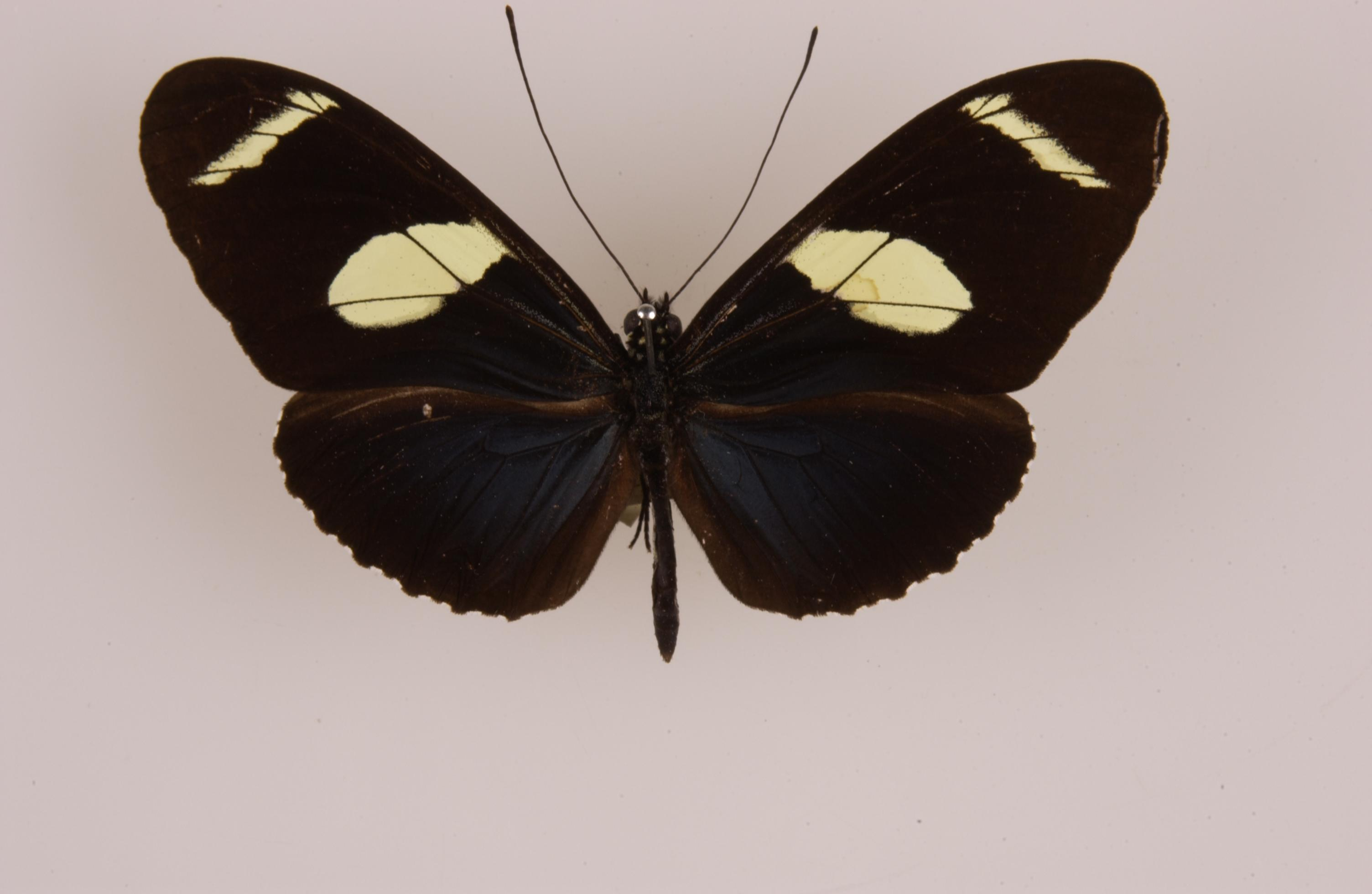